# Big Eagle
 (juin 2021).
Big Eagle, né vers 1827 et mort le 5 janvier 1906, est un chef dakota qui prit part à la guerre des Sioux de 1862 aux côtés de Little Crow. Son récit, A Sioux Story of the War paru en 1894, est un témoignage important du conflit vu du côté des Amérindiens.